# Sabra (Algeria)
Sabra è un comune dell'Algeria, situato nella provincia di Tlemcen.